# Acalolepta longiscapus
Acalolepta longiscapus es una especie de escarabajo longicornio del género Acalolepta, tribu Monochamini, subfamilia Lamiinae. Fue descrita científicamente por Gahan en 1894.
Se distribuye por India, Laos, Malasia y Birmania. Mide aproximadamente 18-20 milímetros de longitud. El período de vuelo de esta especie ocurre en el mes de junio.